# Каменець (Лодзинське воєводство)
Каменець (пол. Kamieniec) — село в Польщі, у гміні Жарнув Опочинського повіту Лодзинського воєводства.
У 1975-1998 роках село належало до Пйотрковського воєводства.